# The China Post
Ne doit pas être confondu avec China Post.
The China Post (en chinois traditionnel : 英文中國郵報 ; pinyin : Yīngwén Zhōngguó Yóubào ; litt. « China Post en langue anglaise ») est un quotidien taïwanais de langue anglaise, fondé en 1952.

## Histoire
The China Post est fondé en 1952 par Huang Y.-P. and Huang Nancy ; il est alors le second journal publié à Taïwan en langue anglaise après China News.
Pendant environ 40 ans, le China Post et China News seront les seuls quotidiens anglophones à Taïwan, jusqu'à l'implantation de journaux étrangers comme l'Asian Wall Street Journal (en) et l'International Herald Tribune, ainsi que la création au niveau national du Taipei Times en 1999.
L'édition papier est abandonnée le 15 mai 2017, se concentrant désormais sur son site web.

## Ligne éditoriale
Sa ligne éditoriale est plutôt en faveur de la coalition pan-bleue[réf. souhaitée].